# Sporobolus farinosus
Sporobolus farinosus là một loài thực vật có hoa trong họ Hòa thảo. Loài này được Hosok. miêu tả khoa học đầu tiên năm 1935.